# Río Quequén Grande
Río Quequén Grande är ett vattendrag i Argentina.   Det ligger i provinsen Buenos Aires, i den sydöstra delen av landet, 400 km söder om huvudstaden Buenos Aires.